# Luis da Silva Teles
Luis da Silva Teles (Lisboa, 27 de octubre de 1626 - Évora, 13 de enero de 1703) fue un religioso trinitario portugués, obispo de las diócesis de Lamego y de Guarda y finalmente arzobispo de Évora.

## Biografía

### Origen
Luis da Silva y Teles era hijo bastardo de un hidalgo de la prestigiosa familia Silva Teles, Francisco da Silva Teles, nació el 27 de octubre de 1626 en Lisboa.

### Religioso trinitario
Luis da Silva ingreso a la Orden de la Santísima Trinidad y de los Cautivos y recibió el hábito en el convento de su ciudad natal el 27 de octubre de 1641. Ejerció varios cargos de relieve, entre los cuales, en 1664 fue nombrado rector del colegio trinitario de Coímbra.

### Ministerio episcopal
El 1 de julio de 1671, da Silva fue nombrado obispo titular de Ticiopolis (Armenia), por presentación de Pedro II de Portugal, con el objeto de que celebrara las funciones pontificales de la Capilla Real, de la que fue elegido deán en 1675. Fue consagrado el 30 de agosto de 1671 por Luis de Sousa, obispo titular de Hippo Diarrhytus, teniendo como consagrantes a Luis de Sousa, obispo de Lamego y Francisco Barreto, obispo de Algarve.
En 1677 fue nombrado obispo de Lamego, diócesis que gobernó hasta 1684, cuando fue transferido para la diócesis de Guarda. Finalmente, el 8 de noviembre de 1691 fue nombrado arzobispo de Évora.
En su ministerio episcopal se destacó por su generosidad, preocupándose más por erradicar la pobreza de su diócesis que por el esplendor del culto en las iglesias. Se preocupó por la formación y la conducta moral del clero, a quienes invitaba a visitar asiduamente a los enfermos y a los encarcelados.
Luis da Silva murió el 13 de enero de 1703 a la edad de 76 años, fue sepultado en un lugar de honor en una de las capillas de la Catedral metropolitana. De él se conservan algunos sermones.